# Ceriana snowi
Ceriana snowi är en tvåvingeart som först beskrevs av Adams 1904.  Ceriana snowi ingår i släktet griffelblomflugor, och familjen blomflugor. Inga underarter finns listade i Catalogue of Life.